# АЭС Команчи-Пик
АЭС Команчи-Пик (англ. Comanche Peak Nuclear Power Plant) — действующая атомная электростанция на юге США.  
Станция расположена на берегу водохранилища Скво-Крик в округе Сомервелл штата Техас, в 100 км на юго-запад от Далласа.
АЭС Команчи-Пик в период с 1974 по 1990 годы была полностью построена и подключена к энергосистеме США (первый энергоблок). Всего на станции были установлены два энергоблока с реакторами мощностью 1150 МВт. Оба реактора станции относятся к типу PWR – реактор с водой под давлением производства Westinghouse.
Срок службы первого реактора истекает в 2030 году, второго в 2033. Запросов на продление срока службы на текущий момент не поступало.
Также на станции была запланирована постройка еще двух реакторов мощностью 1 700 МВт каждый. Проект был предложен в сентябре 2008 года. Однако по причине высокого уровня конкуренции с газовыми электростанциями проект был заморожен.

## Инциденты
3 ноября 2012 года первый реактор станции был остановлен, после перегрева подшипника насоса системы охлаждения.

## Информация об энергоблоках
| Энергоблок    | Тип реакторов          | Мощность | Мощность | Начало строительства | Физпуск    | Подключение к сети | Ввод в эксплуатацию | Закрытие |
| Энергоблок    | Тип реакторов          | Чистый   | Брутто   | Начало строительства | Физпуск    | Подключение к сети | Ввод в эксплуатацию | Закрытие |
| ------------- | ---------------------- | -------- | -------- | -------------------- | ---------- | ------------------ | ------------------- | -------- |
| Команчи-Пик-1 | PWR, W (4-loop) DRYAMB | 1218 МВт | 1259 МВт | 19.12.1974           | 03.04.1990 | 24.04.1990         | 13.08.1990          | —        |
| Команчи-Пик-2 | PWR, W (4-loop) DRYAMB | 1207 МВт | 1250 МВт | 19.12.1974           | 24.03.1993 | 09.04.1993         | 03.08.1993          | —        |